# Jacob Samuel Cohen Elion
Jacob Samuel Cohen Elion oder Jacques Elion (geboren 22. August 1840 in Amsterdam; gestorben 20. Februar 1893 ebenda) war ein niederländischer Graphiker, Maler und Medailleur.

## Leben

1879 datierte Medaille auf den Amsterdamer Bürgermeister Cornelis Jacob Arnoldus den Tex (1824–1882), geprägt von Emmanuel Colinet; Amsterdam Museum

Elion war Nachfahre einer sephardischen Familie und erlernte seine Kunst anfangs bei seinem Vater Samuel Jacob Cohen Elion oder Samuel Cohen Elion (1812–1880), einem Medailleur und Edelsteinschneider.
Er besuchte die Königliche Akademie der Bildenden Künste (AKB) in Amsterdam, an der er die Kunst der Radierung, des Kupferstichs und des Zeichnens studierte.
Anfangs malte und zeichnete er vor allem Porträts und lieferte Entwürfe für dekorative Bildhauerarbeiten. Zwischen 1864 und 1893 schuf er zahlreiche Medaillen, zumeist auf Jubiläen von Persönlichkeiten, Preis-Medaillen für Ausstellungen, Preis- und Jubiläums-Medaillen für Institute und Vereinigungen sowie Medaillen auf Feste aristokratischer Familien, insbesondere goldene und silberne Hochzeiten. Seine Arbeiten zeichnen sich aus durch „ausgezeichnete Porträt-Darstellungen und traditionelle Symbolik“.
Elions Werke waren Teil der Sammlung des  Het Koninklijk Penningkabinets im Rijksmuseum Amsterdam, zuvor in Leiden.